# Луговая Вирня
Луговая Вирня (бел. Лугавая Вірня) — деревня в Кировском сельсовете Жлобинского района Гомельской области Беларуси.

## География

### Расположение
В 6 км на восток от районного центра и железнодорожной станции Жлобин (на линии Бобруйск — Гомель), 92 км от Гомеля. На востоке граничит с лесом.

## Гидрография
На реке Ржавка (приток реки Днепр). На юге мелиоративный канал.

## Транспортная сеть
Рядом автодорога Бобруйск — Гомель. Планировка состоит из двух криволинейных улиц, близких к широтной ориентации. Застройка двусторонняя, преимущественно деревянная, усадебного типа.

## История
По письменным источникам известна с XIX века как деревня в Староруднянской волости Рогачёвского уезда Могилёвской губернии. Через деревню проходила почтовая дорога из Гомеля в Жлобин. С 1850 года работала сукновальня, с 1880 года действовали хлебозапасный магазин и Покровская церковь. В 1886 году открыта церковно-приходская школа. Согласно переписи 1897 года находились водяная мельница, постоялый двор. В июне 1905 года жители не допустили станового пристава к описи их имущества в пользу помещицы Башмаченковой. В 1909 году 630 десятин земли.
В 1929 году организован колхоз «Луговой цветок». Во время Великой Отечественной войны в июле 1944 года в деревне размещался полевой госпиталь советских войск. Оккупанты сожгли 48 дворов и убили 67 жителей. 85 жителей погибли на фронте. Освобождена 24 февраля 1944 года. Согласно переписи 1959 года в составе совхоза «Бобовский» (центр — деревня Бобовка). Работали молочный завод, фельдшерско-акушерский пункт.
До 4 января 2002 года в составе Майского сельсовета.

## Население
- 1885 год — 35 дворов, 149 жителей.
- 1897 год — 55 дворов, 314 жителей (согласно переписи).
- 1909 год — 58 дворов, 351 житель.
- 1925 год — 100 дворов.
- 1940 год — 131 двор, 558 жителей.
- 1959 год — 489 жителей (согласно переписи).
- 2004 год — 105 хозяйств, 244 жителя.